# Кааба
Каа́ба (араб. الكعبة المشرفة‎ —  Аль-Ка'бату-ль-Мушаррафа‎ «Досточтимая Кааба») — мусульманская святыня в виде кубической постройки во внутреннем дворе мечети аль-Харам (Заповедная мечеть) в Мекке. Это одно из основных мест, собирающее, согласно кораническим предписаниям, паломников во время хаджа. Кааба носит символическое имя «Аль-Бейту-ль-Харам», что означает в переводе с арабского «Заповедный дом».
Обязанность содержать Каабу в порядке по традиции лежит на членах семьи Бану Шайба. У них же хранятся и ключи от её дверей. По преданию, представитель этой семьи получил эти полномочия непосредственно от пророка Мухаммеда. Церемония омовения Каабы проводится дважды в год (примерно за две недели до начала священного месяца Рамадана и за две недели до хаджа).
Коран называет Каабу первым сооружением, возведённым людьми непосредственно для поклонения Богу.
В один из углов Каабы вмонтирован Чёрный камень. Вокруг Каабы во время хаджа совершается обряд таваф. Кааба служит киблой — ориентиром, к которому обращают своё лицо мусульмане всего мира во время молитвы.

## Этимология

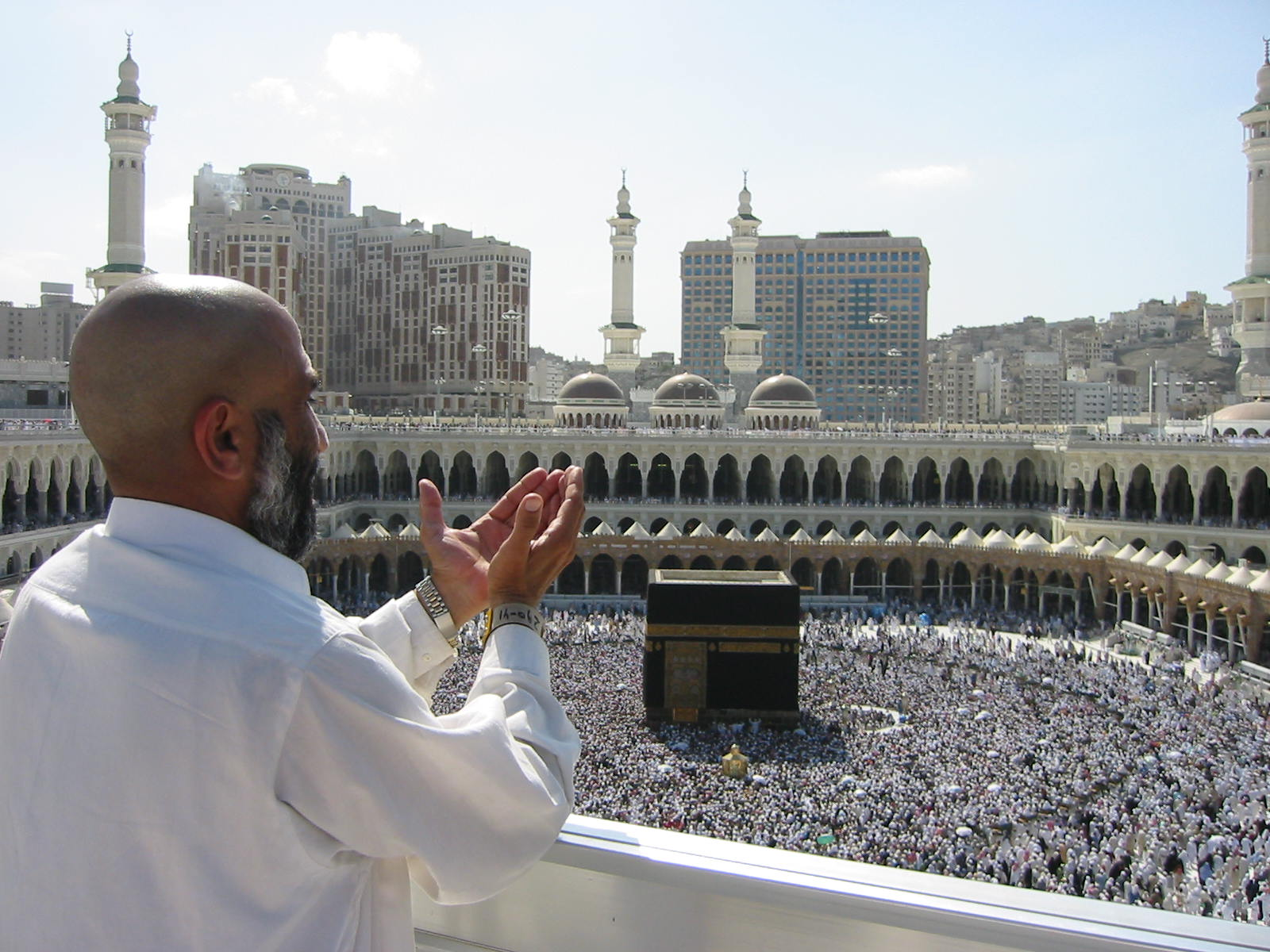
Паломник у Каабы

Буквально слово كعبة‎ в арабском языке означает «кубический дом», в свою очередь произошедшее от الكعب‎ — «куб». Другое названия Каабы — «Аль-Бейт аль-Акдам», то есть «самый древний дом». Мусульмане также называют Каабу словом «Бейту-Ллах», что означает «дом Аллаха»:

 Воистину, первым домом, который воздвигнут для людей, является тот, что находится в Бекке (Мекке). Он воздвигнут как благословение и руководство для миров.

Оригинальный текст (ар.)إِنَّ أَوَّلَ بَيْتٍ وُضِعَ لِلنَّاسِ لَلَّذِي بِبَكَّةَ مُبَارَكًا وَهُدًى لِّلْعَالَمِينَ—  3:96

## Составные части Каабы

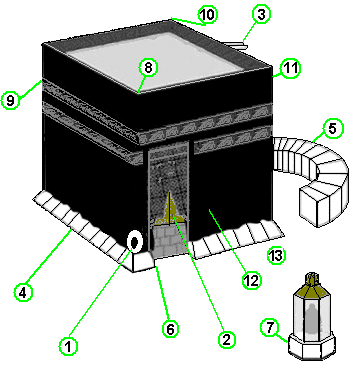
Составные части Каабы:
1. Чёрный камень; 2. дверь; 3. жёлоб; 4. цоколь; 5. Хиджр Исмаил ; 6. Мультазам; 7. Макам Ибрахима; 8. угол Чёрного камня; 9. угол Йемена; 10. угол Шама; 11. угол Ирака;
12. Кисва; 13. место стояния Ибрахима

Кааба изготовлена из блоков мекканского гранита на мраморном фундаменте.
Снаружи стены Каабы постоянно покрыты особым покрывалом из чёрного шёлка, называемым кисва; оно меняется раз в год, в 9/10 день месяца зу-ль-хиджа (месяца хаджа) по исламскому календарю.
Углы Каабы ориентированы по сторонам света и имеют название «йеменский» (южный), «иракский» (северный), «левантийский» (западный) и «каменный» (восточный).
Внутри Каабы имеется помещение, однако оно открывается лишь два раза в год (и только для почётных гостей) в ходе т. н. церемонии «Очистки Каабы».
Высота Каабы сегодня составляет 13,1 м, длина и ширина, соответственно, — 11,03 и 12,86 м.
При пророке Ибрахиме размеры Каабы были иными:
восточная стена — 14,80 метра;
стена со стороны Хатем — 10 метров;
сторона между Чёрным камнем и Йеменским углом — 9,15 метра;
западная сторона — 14,2 метра.
Чёрный камень (араб. الحجر الأسود‎ — аль-хаджар аль-асвад) — камень, вмонтированный в восточном углу Каабы на высоте 1,5 м. Видимая площадь поверхности камня — примерно 16,5×20 см. Фактически камень представляет собой осколки камня чёрно-красного цвета, скреплённые цементным раствором и вставленные в крупную серебряную оправку (футляр).
Во время хаджа считается большой честью совершить к нему прикосновение.
Во времена, когда пророк Мухаммед со своими сторонниками захватил Мекку, он выбросил из Каабы всех идолов, но благожелательно дотронулся до чёрного камня своей тростью; вероятно, с тех пор Чёрный камень стал считаться святыней для всех мусульман. До этого же времени он был родовой святыней племени курейш.
Согласно преданию, когда Чёрный камень был послан Аллахом пророку Адаму, он был белым, но постепенно почернел, пропитавшись человеческими грехами. Хотя, по другим сведениям, камень был послан пророку Нуху (Ной), видимо, в знак памяти о потопе и долгое время хранился на горе Абу-Кубейс. Когда пророк Ибрахим (Авраам) искал камни для строительства Каабы, он принёс его и установил на нынешнем месте, чтобы совершить прогулку вокруг него (таваф), которая и стала по традиции считаться элементом поклонения Аллаху во время хаджа.
Дверь (араб. باب الكعبة‎) расположена в Восточной стене Каабы, находится на высоте 2,5 метра от земли, а доступ к ней осуществляется с помощью приставных ступеней. Вероятно, это было сделано для защиты от редких наводнений. Высота самой двери 3,06 метра, а ширина — 1,68 метра. При производстве двери было использовано около 280 кг золота 999-й пробы стоимостью 13 420 000 риалов. Двери подарены королём Халидом ибн Абдель Азизом. Со времён пророка Мухаммеда ключи от дверей Каабы хранятся у семейства Бани Шайба.
Цоколь (араб. الشاذروان‎), на котором стоят стены Каабы, добавлен в 1627 году для защиты фундамента от грунтовых вод.
Хиджр Исмаил (араб. حجر إسماعيل‎) или аль-Хатим (араб. الحطيم‎) — низкая полукруглая стена. Высота — около 1 метра, длина — 17,75 метра. Паломникам иногда разрешают заходить в пространство между этой стеной и Каабой и молиться, это место считается местом захоронения Исмаила и его матери Хаджар (Агарь).
Мультазам (араб. ملتزم‎) — часть стены между Чёрным камнем и дверьми Каабы длиной около 2 метров.
Макам Ибрахима (араб. مقام إبراهيم‎) — небольшая постройка из стекла и металла, заключающая внутри себя камень, на котором по преданию остался отпечаток ступней пророка Ибрахима. Ибрахим стоял на этом камне при строительстве верхней части Каабы, поднимая Исмаила на своих плечах для строительства самой высокой части.
Угол Чёрного камня (араб. زاوية الحجر الأسود‎) — угол в восточной части Каабы, в который вмонтирован Чёрный камень.
Йеменский угол (араб. الركن اليماني‎) — южный угол Каабы.
Угол Шама (араб. الركن الشامي‎) — западный угол Каабы.
Иракский угол (араб. الركن العراقي‎) — северный угол Каабы.
Кисва (араб. كسوة الكعبة‎ — кисват аль-ка’аба) — покрывало из чёрного шелка с аятами Корана наверху с вышитыми золотыми нитями, длина которого — около 41 метра, площадь — 875 м², а толщина — 2 мм и более. Покрывало меняется один раз в год перед хаджем. Также на полотне Каабы присутствует специальное шёлковое покрывало для двери в Каабу. Кисву ткут на специальной ткацкой фабрике, изготавливающей только это покрывало. В древности кисва изготавливалась из материи белого цвета. Видимо, чёрный цвет оказался более практичным (не так заметно пачкается от оседающей на него пыли и дождей). До 160 года после хиджры (когда паломничество совершал аббасидский халиф Аль-Махди) покрывала Каабы из года в год надевали друг на друга. Смотрители и служители этого храма обратились к халифу с опасениями, что здание может не выдержать веса накопившихся покрывал и развалиться. В результате халиф приказал укрывать Каабу не более чем одним покрывалом одновременно. Так делают до сих пор.
Мраморная полоса (араб. شريط من الرخام‎) отмечает начало и конец каждого тавафа (обхода). До недавнего времени полоса была зелёного цвета и была заменена полосой белого цвета, что сделало её менее заметной.

## История
С глубокой древности Кааба не единожды перестраивалась. Исламская религия утверждает, что первое здание Каабы было возведено небесными ангелами. Следующими её строителями, в соответствии с догматами ислама, стали последовательно пророки Адам и после него Ибрахим и Исмаил, о чём упомянуты в Коране слова Аллаха: «…Вспомни, как закладывали Дом Священный Ибрахим и Исмаил…» (Аль-Бакара, 2:127). В четвёртый раз Каабу отстроили курайшиты (засвидетельствовано пророком Мухаммадом, когда ему было 35 лет), в пятый раз Кааба была перестроена Ибн аз-Зубайром.

### Кааба вдоисламскую эпоху

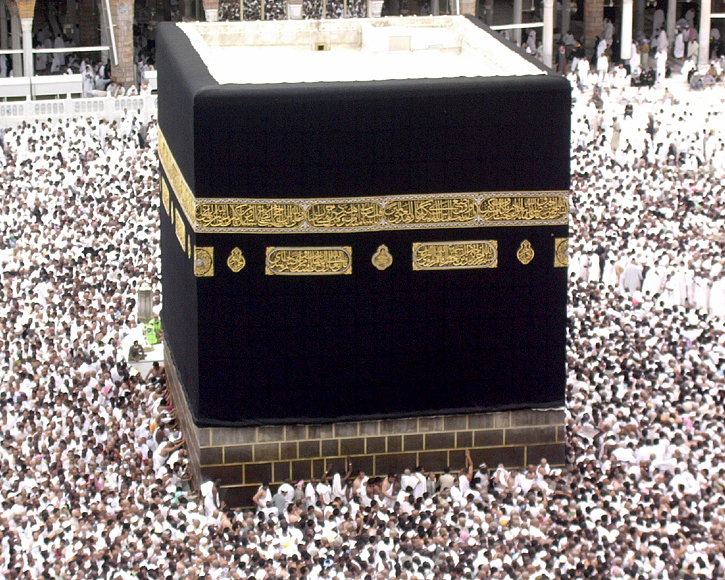
Кааба

По мусульманским преданиям, первое здание или палатку над Чёрным камнем построил пророк Адам, а собственно, первую Каабу построил его сын Шис (Сиф). После потопа во времена пророка Нуха (Ноя) постройка и её место были утеряны. По приказу Аллаха пророк Ибрахим (Авраам) вновь возвёл на этом месте здание Каабы. Согласно текстам, ему помогал Джабраил (Архангел Гавриил). Он принёс Ибрахиму камень, стоя на котором, он мог подниматься на любую высоту. Камень по сей день хранится рядом с Каабой внутри небольшого монумента Макам Ибрахима (стоянка Ибрахима). На камне есть углубления, которые верующие считают отпечатками ступней Ибрахима.
Последователи веры пророка Ибрахима, утвердившего строгое единобожие, совершали паломничество к Каабе, она символизирует небесную Каабу, вокруг которой совершают таваф ангелы.
Кааба была главным языческим святилищем Хиджаза; в центре Каабы находился идол Хубала — божества племени курайш в образе человека с золотой рукой (золото заменило некогда отбитую руку). Древние арабы считали его повелителем небес, властелином грозы и дождя. За пределами Каабы были и другие идолы, большинство из которых представляло собой бесформенные камни. Культ камней самый древний у первобытных племен и существовал также у финикийцев и ханаанеян.
Вокруг главного божества располагались идолы других аравийских богов. По преданию, до утверждения ислама в святилище насчитывалось более 300 идолов.
Около них приносили жертвы. В святилище и вокруг него на запретной территории нельзя было ссориться, мстить кому бы то ни было, тем более проливать кровь — арабские племена поклонялись разным богам, но все одинаково чтили Каабу. Считалось, что если кто-либо оскорбит языческое божество, будет неминуемо наказан: заболеет проказой или лишится рассудка. Жили в Мекке иудеи, христиане, а также ханифы — последователи веры пророка Ибрахима (Авраама), исповедовавшие строгое единобожие, проповедовавшие аскетизм, но не причислявшие себя ни к какой из этих религиозных общин.
Родившийся в Мекке новый пророк по имени Мухаммед (по Корану — потомок пророка Ибрахима) повелел разрушить всех идолов и очистил от них территорию вокруг Каабы.
В настоящее время вокруг Каабы воздвигнута гигантская Заповедная Мечеть.

### Реконструкция Каабы курайшитами
Исходя из религиозного предания, пророк Мухаммед участвовал в восстановлении Каабы за пять лет до того, как на него была возложена миссия пророка. После внезапного наводнения Кааба была повреждена, её стены растрескались, и потребовался ремонт. Право на проведение ремонта было возложено на четыре племени курайшитов, и пророк Мухаммед принял участие в этом строительстве. Когда были возведены стены, настало время вставить Чёрный камень (аль-хаджар аль-асвад) в восточную стену Каабы, и возник спор о том, кто заслуживает этой чести. Когда была готова разгореться междоусобная война, Абу Умайя, самый старый житель Мекки, предложил, что первый человек, который войдет в ворота мечети на следующее утро, разрешит этот спор. Этим человеком оказался пророк. Жители Мекки восторжествовали: «Ему можно доверять (аль-амен), — кричали они хором, — это Мухаммед». Когда Мухаммед подошёл к ним, они попросили его разрешить этот вопрос. Пророк Мухаммед предложил решение, с которым все согласились — положить Чёрный камень на плащ и внести его старейшинам четырёх кланов, держась за его концы. Затем пророк взял камень и вставил его в стену Каабы. Так как у племени Курайш не хватило средств, эта реконструкция Каабы не охватила всю площадь сооружения, построенного пророком Ибрахимом. Так появилось здание кубической формы вместо прямоугольной, как оно было раньше. Та же часть, которая осталась снаружи, теперь называется Хатем.

### Реконструкция после эпохи пророка — Абдулла ибн аз-Зубайр
Сирийская армия разрушила Каабу в Мухаррам в 64 году по Хиджре (683 год), и перед следующим хаджем Абдулла ибн аз-Зубайр заново построил Каабу. Ибн аз-Зубайр хотел сделать Каабу такой, какой её видел пророк Мухаммед, на основании, заложенном пророком Ибрахимом. По словам Ибн аз-Зубайра, он слышал, как Айша сказала: "Пророк изрёк: «Так как твои люди отказались недавно от заблуждения (Неверия) и так как у тебя достаточно средств для её восстановления [Каабы], я добавил бы пять локтей от Хиджра. Я также сделал бы две двери: одну — для входа, а другую — для выхода». Ибн аз-Зубайр сказал: «Сейчас я могу так сделать, и я не боюсь мнения людей».
Как было сказано выше, Ибн аз-Зубайр построил Каабу на основании, заложенном пророком Ибрахимом. Крыша покоилась на трёх колоннах из особой древесины Аоуд (ароматизированная древесина, которая обычно сжигается как благовоние в Аравии), и были сделаны две двери: одна — на восток, а другая — на запад, как того хотел пророк. В Каабу был включён Хатем (Хатем — полукруглая часть, примыкающая к Каабе, окружённая низкой стеной). Абдулла ибн аз-Зубайр также сделал следующие изменения:
- сделал небольшое окошко в крыше Каабы для проникновения в неё света;
- опустил дверь до уровня земли и сделал ещё одну дверь;
- увеличил высоту Каабы на девять локтей (4 метра), и её высота стала 20 локтей (9 метров);
- ширина её стен составляла 2 локтя (90 см);
- сделал внутри три колонны вместо шести, которые были построены курайшитами.

Во время строительства Ибн аз-Зубайр соорудил вокруг Каабы четыре колонны и повесил на них занавес, который был снят только после завершения работ. Однако люди могли совершать Таваф вокруг этих колонн, поэтому Таваф вокруг Каабы был всегда разрешён, даже во время её восстановления.

### Кааба во времена Абдул-Малика ибн Марвана
В 693 году Хаджадж ибн Юсуф, известный тиран того времени, с одобрения халифа Омейяда Абдул-Малика бен Марвана разрушил здание, построенное Ибн аз-Зубайром, и создал Каабу такой, какой она была во времена курайшитов. Изменения, которые он сделал, были следующими:
- он уменьшил объём сооружения, который не изменился до сегодняшнего дня;
- он отделил Хатем;
- он замуровал западную дверь (до сих пор заметны её следы), но оставил восточную;
- разрушил стену, окружавшую Хатем;
- убрал деревянную лестницу, установленную Ибн аз-Зубайром внутри Каабы;
- уменьшил высоту двери на пять локтей (2,25 метра).

Когда Абдул-Малик ибн Марван приехал для Умры, он услышал Хадис о том, что сам пророк пожелал, чтобы Кааба была воссоздана в таком виде, в каком её построил Абдулла аз-Зубайр, и пожалел о своих действиях.

### Совет имама Малика халифу Харуну ар-Рашиду
Халиф Харун ар-Рашид захотел перестроить Каабу согласно желанию пророка Мухаммеда, как это сделал Абдулла ибн аз-Зубайр. Но когда он посоветовался с имамом Маликом, имам попросил халифа изменить своё решение, потому что Кааба не должна быть игрушкой в руках правителей, каждый из которых хотел разрушить, а потом заново отстроить её. Послушавшись его совета, Харун ар-Рашид не стал перестраивать Каабу, и она оставалась в той форме, в какой её построил Абдул-Малик ибн Марван, на протяжении 966 лет, не считая мелких ремонтных работ.

### Реконструкция в эпоху султана Мурада IV
В 1629 году из-за сильных дождей, наводнения и града две стены Каабы были разрушены. Уровень воды поднялся почти на 3 метра, что составляло половину высоты стен Каабы. 20 шабана, в четверг, восточная и западная стены упали. Когда уровень воды уменьшился, 21 шабана, в пятницу, началась подготовка к реконструкции здания. Как и во времена Абдуллы ибн аз-Зубайра, были установлены четыре колонны, на которых был повешен занавес, а 26 рамадана началось строительство. Остатки стен, кроме тех, которые были рядом с Чёрным камнем, были снесены.
Форма здания, построенного под покровительством и при поддержке султана Мурада IV, была такой же, как и во времена Абдул-Малика ибн Марвана, которая, в свою очередь, соответствовала размерам здания, воздвигнутого курайшитами.
В 1957 году один из историков подсчитал, что количество камней Каабы, имеющих разную форму, равно 1614, однако не были учтены камни, которые находились внутри стены.
Возрастающее число паломников во время хаджа вызвало необходимость в расширении мечети Масджид аль-Харам. Одно из таких расширений было произведено в 1925 году, во время правления короля Абдель Азиза ибн Абдуррахмана. В 1953 году в мечети Масджид аль-Харам появилось электрическое освещение и электрические вентиляторы. В результате масштабных строительных работ, проведенных во время правления королей Сауда IV, Фейсала и Халида, площадь мечети вместе с площадью вокруг Каабы увеличилась до 193 000 м², а вместимость — до 400 000 человек. При короле Фахде мечеть получила системы кондиционирования воздуха, пожаротушения, ливневой канализации. Общая площадь мечети составила 356 000 м², а вместимость выросла до 600 000 человек. В 2007 году начат очередной этап реконструкции мечети, в результате которой она сможет вместить 1,6 млн верующих. В рамках этой реконструкции площадь вокруг Каабы внутри мечети расширяется с 20 метров в радиусе до 50 метров, в результате чего её пропускная способность должна увеличиться с 52 000 до 130 000 тавафов (обходов Каабы) в час.

### Реставрация Каабы в 1996 году
Большая реконструкция Каабы была проведена в период между маем и октябрем 1996 года, спустя почти 400 лет после эпохи султана Мурада IV. Во время этой реконструкции из первоначальных материалов остались только камни, а все другие элементы были заменены, включая крышу.
Мечеть Кааба была закрыта впервые в истории в 2020-м году из-за пандемии COVID-19.

## Кааба изнутри
Президент Исламского общества Северной Америки д-р Музаммил Сиддики в октябре 1998 года имел возможность зайти внутрь Каабы. В одном из своих интервью он рассказал о том, что внутри Каабы три колонны; стол, чтобы ставить на него какие-либо предметы, например благовония; стены и полы сделаны из мрамора; верхние внутренние стены Каабы были закрыты занавесом, на котором была написана шахада. Внутреннее помещение Каабы освещается двумя прикреплёнными к потолку лампами. Всего в Каабе может поместиться около 50 человек.